# Klink Zoltán
Klink Zoltán (1968. április 7. –) magyar labdarúgó, edző, erőnléti edző. Édesapja a Klink János (1943-2011), egykori UTE jégkorongozó, autóversenyző. 

## Pályafutása
1986-ban a Rippl-Rónai Közlekedésgépészeti Szakközépiskolában érettségizett. 1974–1991 között sportolt versenyszerűen, labdarúgóként az Újpesti Dózsa és a Vasas csapatában.
1994-től fitnessklub-tulajdonos, majd edzőként nevelt bajnokokat a 2000-es évek elejétől testépítésben.
2006–2010 között az IFBB (Internatinal Fitness and Bodybuilding Federation) magyarországi edzőképzésének vezetője és a Magyar Testépítő Szövetség elnökségi tagja.
2007–2008-ban erőnléti edzőként dolgozott a Vasas NB I-es csapatánál. 2010-től Erdei Zsolt segítője volt 2012-ig. 2012–14 között Verrasztó Dávid és Kozma Dominik erőnléti edzője.
2011 novemberétől a magyar női vízilabda-válogatott erőnléti edzője.
2015-től 2017 júniusáig a III. Kerületi TVE erőnléti edzője, az U19-es csapat edzője. 2015-ben az U20-as és U21-es labdarúgó-válogatott erőnléti edzője, az MLSZ erőnléti edzőképzésének instruktora.
2017-ben Kammerer Zoltán és Bárdfalvi Márk kajakedzője.
2018-tól A-licences labdarúgóedző.
2018-ban TE labdarúgó-szakedző. 2019-től az Eger SE vezetőedzője.

## Sikerei, díjai

### Labdarúgóként
Újpesti Dózsa
- Magyar bajnokság (NB I)
  - bronzérmes: 1987–88

### Edzőként
Magyar női vízilabda-válogatott
- Európa-bajnokság
  - bronzérmes: 2012, Eindhoven
  - bronzérmes: 2014, Budapest
- Olimpiai játékok
  - 4.: 2012, London
- Világbajnokság
  - bronzérmes: 2013, Barcelona

#### Úszás
Eb, 2013, Herning: 1. hely, 3. hely

#### Kajak-kenu
- Vk, 2017, Montemor: 1. hely, 2. hely, 2. hely
- Vb, 2017, Racice: 2. hely